# Dichagyris melanurina
Dichagyris melanurina là một loài bướm đêm trong họ Noctuidae.